# Минулин, Артём Рафикович
Артём Рафикович Минулин (род. 1 октября 1998, Тюмень) — российский хоккеист, защитник магнитогорского «Металлурга» и сборной России. Заслуженный мастер спорта России (2022).

## Биография
В хоккей начал играть в системе тюменского «Газовика». В 2014 году переехал в Магнитогорск, где играл в составе молодёжной команды хоккейного клуба «Металлург» — «Стальные лисы».
С 2015 года играл в WHL в составе «Свифт-Каррент Бронкос». В 2018 году в составе клуба завоевал Кубок Эда Чиновета. В сезоне 2018/19 выступал в составе «Эверетт Силвертипз». По окончании сезона вернулся в Россию.
В сезоне 2019/20 дебютировал в КХЛ в составе «Металлурга» и в ВХЛ в составе курганского «Зауралья», куда был командирован из «Металлурга». Позднее он вспоминал в интервью, какие эмоции испытал в первой игре в КХЛ.
В январе 2022 года продлил контракт с «Металлургом» до 2024 года. В матче финальной серии плей-офф Кубка Гагарина 2022 с ЦСКА провел очень долгую смену и не мог уйти со льда более шести минут игрового времени.
В сезоне 2021/22 заработал показатель полезности «+22» и получил приз самого полезного игрока чемпионата КХЛ.
Выступая на международной арене, отметился на Кубке вызова 2014 года, где в составе российской юниорской команды завоевал золото. На молодёжном чемпионате мира 2018 года сыграл в составе российской сборной, которая в четвертьфинале уступила американцам и осталась без медалей.
Получил приглашение в сборную России на Зимние Олимпийские игры 2022 года и не сыграл на турнире, однако все равно стал серебряным призером турнира.

## Достижения
- Обладатель Кубка Гагарина (2024)[9]

## Статистика
| Легенда | Легенда                    | Легенда | Легенда                   | Легенда | Легенда    |
| ------- | -------------------------- | ------- | ------------------------- | ------- | ---------- |
| И       | Количество проведённых игр | Штр     | Штрафное время            | +/−     | Плюс-минус |
| Г       | Голы                       | П       | Голевые передачи          | О       | Очки       |
| -       | Статистика неизвестна      | —       | Статистика не учитывалась |         |            |

## Награды
- Медаль ордена «За заслуги перед Отечеством» I степени (25 февраля 2022 года) — за высокие спортивные достижения, волю к победе, стойкость и целеустремлённость, проявленные на XXIIV Олимпийских зимних играх 2022 года в городе Пекине (Китайская Народная Республика)[10]

## Семья
Жена Анна, в декабре 2021 года у них родился сын.